# Julian Dohrendorf
Julian Dohrendorf (* 9. Oktober 1989 in Lübeck) ist ein deutscher American-Football-Spieler, der für die deutsche Nationalmannschaft spielte und Wide Receiver bei den Lübeck Cougars war. 

## Werdegang
Dohrendorf begann mit dem American Football, weil sein großer Bruder bereits bei den Lübeck Cougars in der Jugendmannschaft spielte. Bereits mit neun Jahren spielte er – zunächst noch ohne Körperkontakt – für die Lübeck Youth Cougars. Er wechselte im Jahr 2008 zur Herrenmannschaft der Lübeck Cougars. Auf den Positionen des Wide Receivers und Kickers begann er seine Erwachsenenkarriere in der 2. Liga Nord. Dort blieb er bis zum Saisonende 2010. In dieser Zeit legte er das Abitur an der Friedrich-List-Schule in Lübeck ab. Ab August 2010 absolvierte er eine Lehre zum Groß- und Außenhandelskaufmann für Werbeartikel in Hamburg. Zur darauffolgenden Saison wechselte er in die erste Bundesliga der Herren zu den Kiel Baltic Hurricanes und wurde mit dieser Mannschaft direkt Deutscher Meister. Im Jahr 2011 nahm er mit der Nationalmannschaft bei der Weltmeisterschaft in Österreich teil und verteidigte damit den Platz der besten europäischen Mannschaft im Spiel um Platz fünf gegen Frankreich. Außerdem war Dohrendorf im Jahr 2011 der Topscorer der Bundesliga. 2014 und 2015 holte er mit Kiel den Europapokal (European Football League). Im September 2014 setzte sich Dohrendorf in der ewigen Bestenliste der Kieler Mannschaft an die Spitze. Mit insgesamt 542 Punkten wurde er zum besten Scorer der Kieler. 2016 kehrte er zu den Lübeck Cougars zurück. Nach einer Verletzung in der Saison 2018 beendete Dohrendorf seine Spielerkarriere und wechselte in den Trainerstab. 2019 wurde er zum Offensive Coordinator der Cougars ernannt.

### Eckdaten
| Größe (in cm):   | 183 |
| Gewicht (in kg): | 92  |
| Trikotnummer:    | 82  |

### Vereine
| 2010–2012 | Kiel Baltic Hurricanes, 1. Bundesliga Nord Position: Wide Receiver, (2010 deutscher Meister, 2011 Vizemeister) |
| 2008–2010 | Lübeck Cougars, 2. Bundesliga Nord Position: Wide Receiver und Kicker                                          |
| 1998–2008 | Lübeck Youth Cougars Position: verschiedene                                                                    |

## Turniere
| 2011 | Bundesliga, Vizemeister                                    |
| 2011 | Weltmeisterschaft der Herren in Innsbruck / Wien, 5. Platz |
| 2010 | Bundesliga, Deutscher Meister                              |
| 2008 | Jugendeuropameisterschaft in Sevilla – Europameister       |

## Auszeichnungen
| 2010 | vierter Platz „Sportler des Jahres“ Kieler Nachrichten                                             |
| 2010 | mit der Mannschaft des Jahres ausgezeichnet durch den AFVD (American Football Verband Deutschland) |
| 2009 | Nachwuchsspieler Deutschlands ausgezeichnet durch den AFVD (American Football Verband Deutschland) |